# Bad Boy Records
Bad Boy Records, poprzednio Bad Boy Entertainment – amerykańska wytwórnia płytowa ze wschodniego wybrzeża założona w 1993 r. przez producenta i rapera Seana Combsa. Wytwórnia wydaje twórców hiphopowych i wchodzi w skład koncernu Warner Music Group. Wypromowała takich artystów jak The Notorious B.I.G., Lil’ Kim, Craig Mack i inni.